# Sam biển
Sesuvium là một chi thực vật có hoa thuộc họ Phiên hạnh (Aizoaceae).

## Các loài
Plants of the World Online công nhận 14 loài.
- Sesuvium ayresii Marais, 1978: Bản địa Mauritius, Rodrigues.
- Sesuvium congense Welw. ex Oliv., 1871: Miền tây Angola.
- Sesuvium crithmoides Welw., 1859: Miền tây Angola, Cộng hòa Congo, Cộng hòa Dân chủ Congo. Du nhập vào bang Georgia (Hoa Kỳ).
- Sesuvium edmonstonei Hook.f., 1847: Bản địa Galápagos. Du nhập vào Colombia, Ecuador, Venezuela.
- Sesuvium humifusum (Turpin) Bohley & G.Kadereit, 2017: Bản địa khu vực Caribe. Du nhập vào đông bắc Argentina và các bang Arizona, California, Florida, Louisiana, Mississippi, Nevada của Hoa Kỳ.
- Sesuvium hydaspicum (Edgew.) Gonç., 1965: Bản địa khu vực khô hạn thuộc châu Phi, bán đảo Ả Rập, Pakistan và Ấn Độ.
- Sesuvium maritimum (Walter) Britton, Sterns & Poggenb., 1888: Bản địa miền trung và đông Hoa Kỳ, Bahamas, Belize, Cuba, Mexico, quần đảo Caiman, Leewards, Puerto Rico.
- Sesuvium mezianum (K.Müll.) Bohley & G.Kadereit, 2017: Paraguay.
- Sesuvium parviflorum DC., 1828: Đông bắc Argentina, Peru, Uruguay
- Sesuvium portulacastrum (L.) L., 1759: Vùng nhiệt đới và cận nhiệt đới.
- Sesuvium revolutifolium Ortega, 1797: Bản địa miền trung và tây Hoa Kỳ, Mexico. Du nhập vào quần đảo Canary, Cabo Verde, các quốc gia vùng Vịnh, Hawaii, Iran, Lebanon, Syria, Saudi Arabia, Việt Nam.
- Sesuvium rubriflorum (Urb.) Bohley & G.Kadereit, 2017: Tây trung Cuba.
- Sesuvium sesuvioides (Fenzl) Verdc., 1957: Tây nam Angola, Namibia, tây tỉnh Cape (Nam Phi).
- Sesuvium trianthemoides Correll, 1966: Nam trung bang Texas. Có thể đã tuyệt chủng.

## Hình ảnh

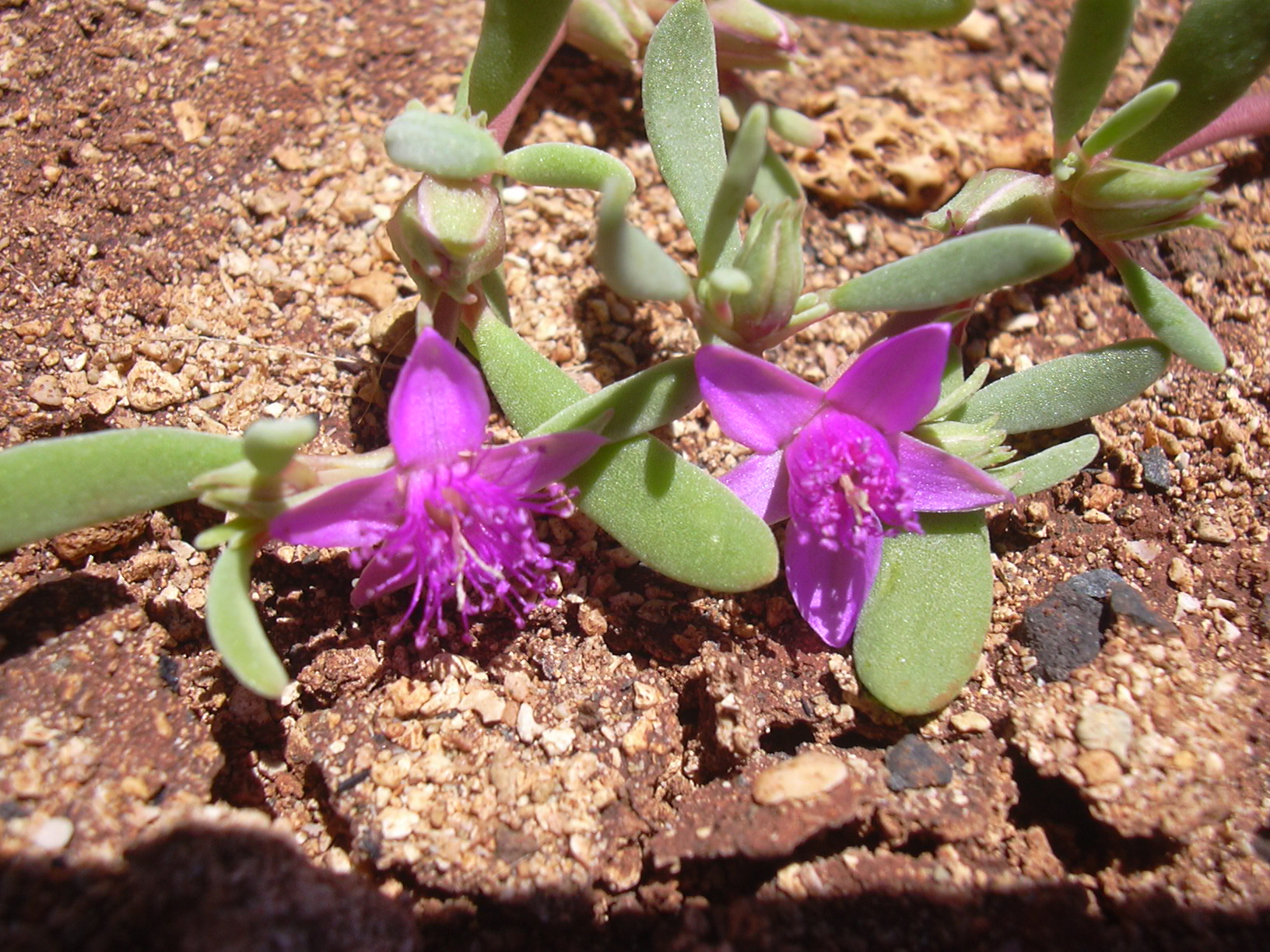
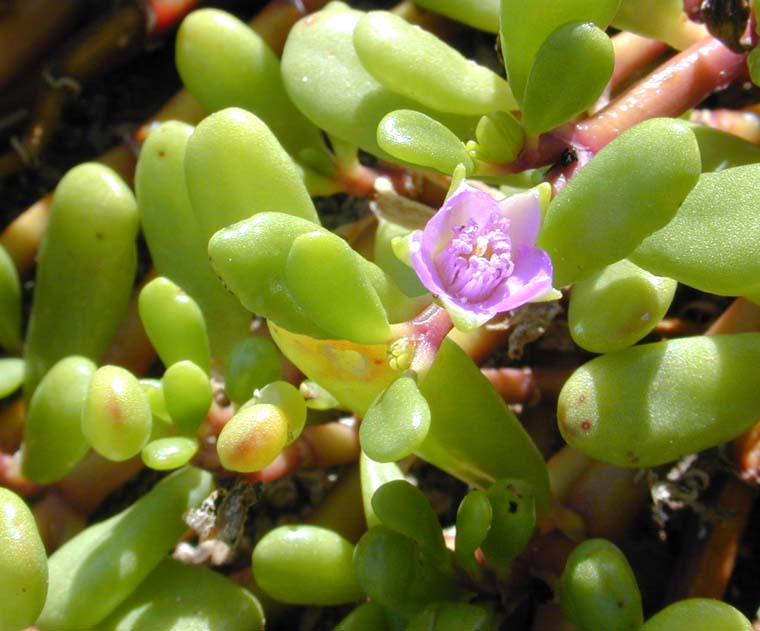
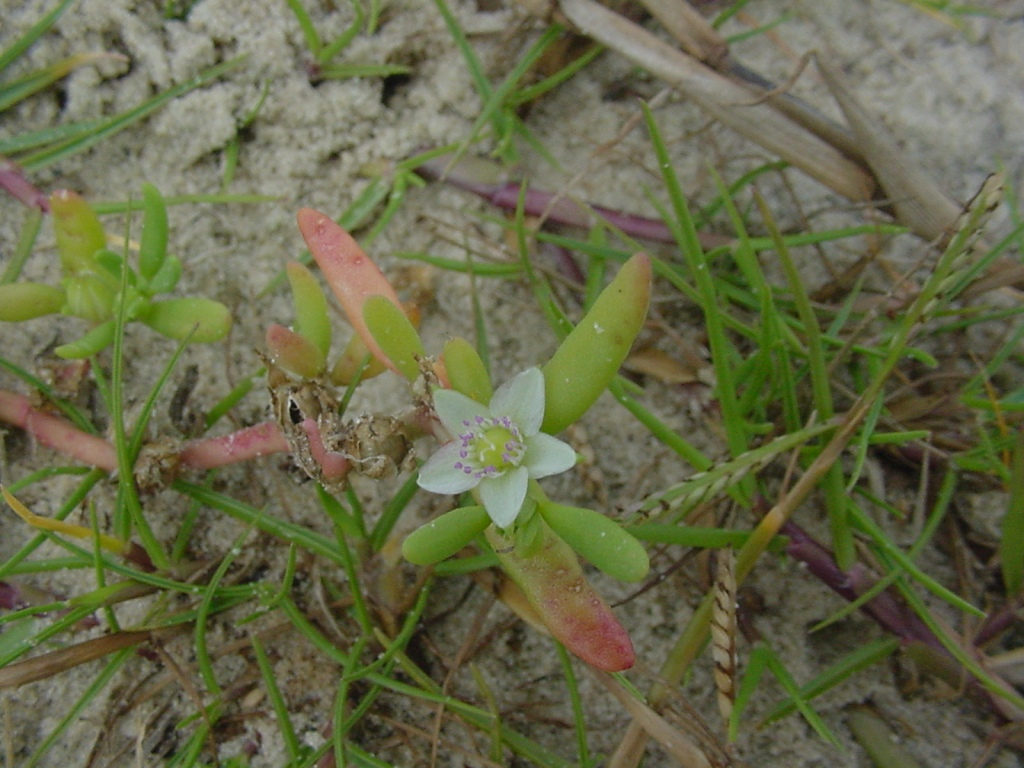